# Карла Морроу
Карла Морроу (англ. Carla Morrow; нар. 1981) — американська художниця, яка спеціалізується на акварельних фантастичних драконах. Також вона відома як Леді-Дракон.

## Кар'єра
Карла Морроу виросла у Лас-Крусесі, штат Нью-Мексико, у родині художників, у якій були дві бабусі, тітки, дядьки та теща.
Як незалежна традиційна художниця, вона починала з Prismacolor і фломастерів на спиртовій основі, але потім навчилася використовувати кольоровий олівець і, нарешті, акварель. Крім того, вона створила кілька малюнків дикої природи олівцем.
Її лінія «Little Wings Dragons» почалася в 2008 році.